# Rwinkwavu
Rwinkwavu (en kinyarwanda : Umurenge wa Rwinkwavu) est l'un des 12 secteurs du district de Kayonza dans la province de l'Est au Rwanda.

## Géographie
Le secteur de Rwinkwavu s'étend sur une superficie de 92,32 km2 et se trouve à une altitude approximative de 1 430 mètres. Il comprend les cellules de Gihinga, Mbarara, Mukoyoyo et Nkondo. Ce secteur est délimité au nord par Mwiri (en), à l’est par Kabare (en), au sud par Murama (en), au sud-ouest par Kabarondo (en) et à l’ouest par Nyamirama,,,.

## Démographie
Le recensement de 2022 a estimé la population à 36 774 habitants. Dix ans auparavant, elle était de 28 225, ce qui correspond à une augmentation annuelle de 2,7 % entre 2012 et 2022,.

## Transport
La route nationale 25 traverse la moitié est du secteur. Une route départementale bifurque vers le sud-ouest,.